# 社会主义革命团体
社会主义革命团体（法語：Groupe révolution socialiste）是法国海外大区马提尼克的一个托洛茨基主义组织。该组织成立于1972年。该组织是第四国际的安的列斯支部。该组织的政治立场接近于新反资本主义党。该组织的发言人是菲利普·皮埃尔·查尔斯。